# Гимн Бурятии
Гимн Респу́блики Буря́тия (бур. Буряад Уласай түрын дуулал) — музыкально-поэтическое произведение, один из государственных символов Республики Бурятия наряду с флагом и гербом.
Основа гимна — «Песня о родной земле», стихи — Дамба Жалсараев (перевод на русский язык — Олег Дмитриев), музыка — Анатолий Андреев.
Гимн принят Законом Республики Бурятия «О Государственном гимне Республики Бурятия» от 20 апреля 1995 года № 121-I

## Текст
На русском языке
Таёжная, озёрная, степная, 
Ты добрым светом солнечным полна.
Цветущая от края и до края,
Будь счастлива, родная сторона.
Брусничный дух, черёмухи дыханье,
Лилового багульника настой.
Я не дышу, а пью благоуханье
Моей земли, равнинной и лесной.
Прими, земля, сыновнее спасибо,
Святой водой Байкала угости,
Чтоб я обрëл невиданную силу
Для дальнего нелегкого пути.

С тобой, земля, мы слиты воедино,
Моею стала и судьба твоя.
Поклон тебе от сердца, край родимый,
Любимая Бурятия моя!
О, мать земля! 

### На бурятском языке
Үнгын дайдаар, хангай тайгаар нэмжыгшэ
Үлзы Буряад — манай нангин үлгы.
Сэлмэг сарюун, сэнхир номин шарайшни
Сэдьхэлдэмнай хэзээдэшье зулгы.
Эрхим хангал санзай шэнги агаарташ
Эршэ хүсөө элсүүлэнгүй яалайб!
Эмтэй домтой мүнхын уһан аршаандаш
Эльгэ зүрхөө хүртүүлэнгүй яалайб!
Холын замда эхын ёһоор юрөөжэ,
Хүмүүн зондоо хэтын жаргал хүсөөш.
Саяан хадын сэлгеэн амяар арюудхан,
Байгал далайн гэгээн долгёор сүршөөш.
Шэрүүн сагай ерээшье һаа дэлхэйдэ,
Шинии заяан замһаа хадуурхагүйл.
Эбтэй дорюун бүлын ёһоор жаргыш даа,
Энхэ Буряад — манай нангин үлгы.
Эхэ нютаг!